# Ioan Lupescu
Ioan "Ionuț" Angelo Lupescu (Bucarest, 9 de desembre de 1968) fou un futbolista romanès de la dècada de 1990.
Destacà com a jugador a Dinamo Bucharest, Bayer Leverkusen i Borussia Mönchengladbach. Fou internacional amb Romania en 74 ocasions i participà en els Mundials de 1990 i 1994 i a les Eurocopes de 1996 i 2000.
Posteriorment fou entrenador.

## Palmarès
Dinamo Bucureşti
- Lliga romanesa de futbol: 1989-90, 1999-00
- Copa romanesa de futbol: 1989-90, 1999-00, 2000-01

Bayer Leverkusen
- DFB-Pokal: 1992-93

Al-Hilal
- Lliga saudita de futbol: 2001-02